# Matthaeus von Boulogne
Matthaeus von Boulogne (auch bekannt als Matheolus, Matthaeus Bononiensis, Matthieu de Boulogne-sur-Mer, Matheolus de Boulogne-sur-Mer und Mathieu de Boulogne-sur-Mer) (* um 1260 wohl in Boulogne-sur-Mer; † um 1320) war ein französischer Geistlicher, der Schriften in lateinischer Sprache verfasste.
Matthaeus gehörte zunächst dem Domkapitel in Thérouanne an, heiratete aber dann und musste das Kapitel verlassen. Bekannt wurde er für sein um 1300 erschienenes, heute als frauenfeindlich empfundenes Werk Lamentationes Matheoli. Das Buch wurde zum Ende des 14. Jahrhunderts von Jean Le Fèvre de Ressons ins Französische übersetzt. Jean Le Fèvre fügte zum Ausgleich einen Text mit diametral entgegengesetzter Auffassung hinzu: Le Livre de Leesca. Diese Übersetzung war im Mittelalter recht verbreitet.
Nachdem Christine de Pizan sie gelesen hatte, reagierte sie darauf mit ihrer Schrift La Cité des dames.